# America (canción de West Side Story)
«America» es una famosa canción del musical West Side Story. Leonard Bernstein compuso la música y Stephen Sondheim adaptó la letra. Es también conocida por usar un compás mixto.
La palabra «América» designa a los Estados Unidos de América en ese país.

## Contexto argumental
En la versión del musical original, Anita (la novia del líder de los Sharks, y el personaje femenino más importante, además de María), canta las bondades de los Estados Unidos de América, mientras que una inmigrante puertorriqueña, Rosalía, canta las virtudes de Puerto Rico. El mensaje final es desfavorable a Puerto Rico.
En la versión cinematográfica de 1961, Anita (interpretado por Rita Moreno) canta en favor de los Estados Unidos, mientras que Bernardo responde a sus alabanzas con las críticas satíricas al racismo latente en la sociedad estadounidense, especialmente contra los puertorriqueños (Anita canta: «La vida es libertad en América», a lo que Bernardo responde: «... si eres blanco en América»). La mayoría de los elementos originales de la canción despectivos hacia Puerto Rico son eliminados.

## Técnica compositiva
La alternancia de 3/4 (tres negras) con 6/8 (dos partes de tres corcheas), mientras que el valor de la negra se mantiene constante, es una característica distintiva de la canción. Este ritmo se llama Guajira, ritmo de origen cubano y asimilado posteriormente en la música popular española, sobre todo en el flamenco. La alternancia de dos y tres es similar a un aria de la ópera Carmen, de Bizet, de estilo habanera.  Pero estas formas no son propias de Estados Unidos, y llama la atención la instrucción del compositor en el encabezamiento de la partitura indicando «Tempo di Huapango».